# Santuário de Santa Rita de Cássia
O Santuário de Santa Rita de Cássia é um templo católico localizado em Cataguases, no estado brasileiro de Minas Gerais, pertencente à Diocese de Leopoldina. Sua inauguração foi feita no dia 22 de Maio de 2022, data essa que comemora o dia de Santa Rita de Cássia e é marcada pelas comemorações do Dia da Cidade em Cássia, recebendo milhares de fiéis.

## História
A devoção a Santa Rita de Cássia chegou a Cataguases com os primeiros colonizadores. Em 1809, o alferes Henriques José de Azevedo doou o terreno para que nele fosse erguida uma capela em honra a Santa Rita. Em 10 de outubro de 1851, a lei provincial no. 534 criou a paróquia de Santa Rita do Meia Pataca. A pequena igreja passou por sucessivas reformas e ampliações. Projetada em estilo neogótico por Agostinho Horta Barbosa em 1893, foi profundamente remodelada no período de 1907 a 1909.
Em 1942, devido aos abalos apresentados na estrutura, decidiu-se pela construção de um novo templo. Em 1944 foi lançada a pedra fundamental da nova Igreja Matriz de Santa Rita de Cássia. A construção do atual templo iniciou-se em 1948 e foi concluída em 1968. Em 7 de julho de 1996, a igreja foi elevada à condição de santuário, em solenidade presidida pelo então bispo da Diocese de Leopoldina, Dom Ricardo Pedro Chaves Pinto Filho.

## Arquitetura
O projeto do atual templo, assinado pelo arquiteto Edgar Guimarães do Vale, é contemporâneo à II Guerra Mundial. Seguindo o estilo moderno, o arquiteto deu ao templo a forma de um avião que, bombardeado, tivesse perdido uma asa. A nave assemelha-se ao bojo de um avião, envolvida por uma abóbada que se afunila da fachada em direção ao presbitério, no qual se encontra o altar-mor de mármore sob um baldaquino revestido de granito. O templo apresenta uma única torre, a qual possui 30 metros de altura, construída em formato ogival, à semelhança de um torpedo. A fachada é decorada com um painel em azulejos intitulado "A vida de Santa Rita", da pintora Djanira. Em 1995, a pintora Nanzita os passos da Via Crucis no interior do templo, em uma obra de estilo expressionista.